# 李楚 (乾隆进士)
李楚（？—？），貴州清平縣人，清朝政治人物，同進士出身。

## 生平
乾隆七年（1742年）壬戌科進士，三甲二百十七名，後事不詳。